# Municipio de Union (condado de Dunklin)
El municipio de Union (en inglés: Union Township) es un municipio ubicado en el condado de Dunklin en el estado estadounidense de Misuri. En el año 2010 tenía una población de 4168 habitantes y una densidad poblacional de 15,39 personas por km².

## Geografía
El municipio de Union se encuentra ubicado en las coordenadas 36°32′12″N 90°6′42″O / 36.53667, -90.11167. Según la Oficina del Censo de los Estados Unidos, el municipio tiene una superficie total de 270.76 km², de la cual 267,87 km² corresponden a tierra firme y (1,07 %) 2,89 km² es agua.

## Demografía
Según el censo de 2010, había 4168 personas residiendo en el municipio de Union. La densidad de población era de 15,39 hab./km². De los 4168 habitantes, el municipio de Union estaba compuesto por el 97,58 % blancos, el 0,36 % eran afroamericanos, el 0,17 % eran amerindios, el 0,05 % eran asiáticos, el 0,55 % eran de otras razas y el 1,3 % eran de una mezcla de razas. Del total de la población el 1,58 % eran hispanos o latinos de cualquier raza.